# Jüdischer Friedhof (Zeckendorf)

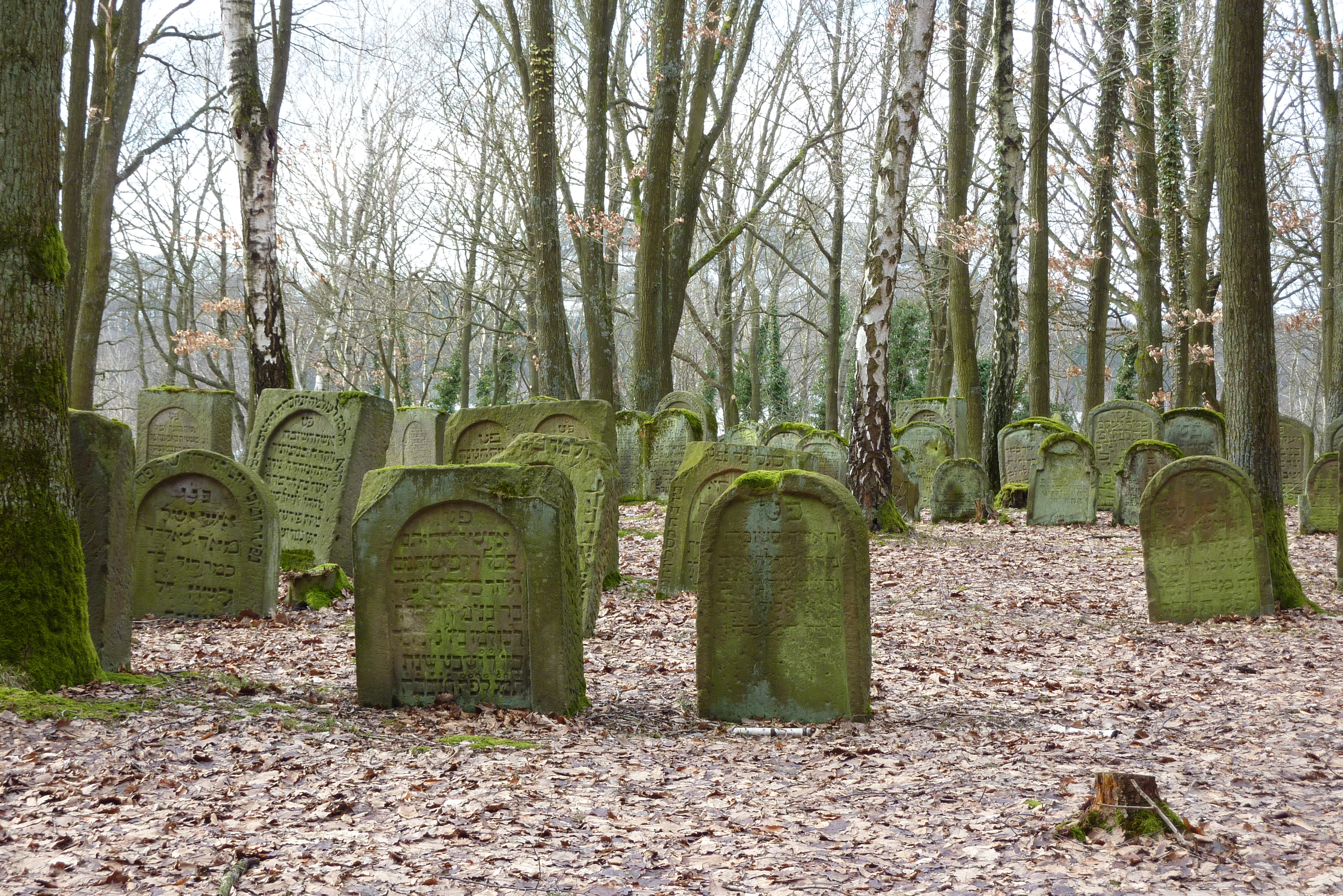
Jüdischer Friedhof in Zeckendorf

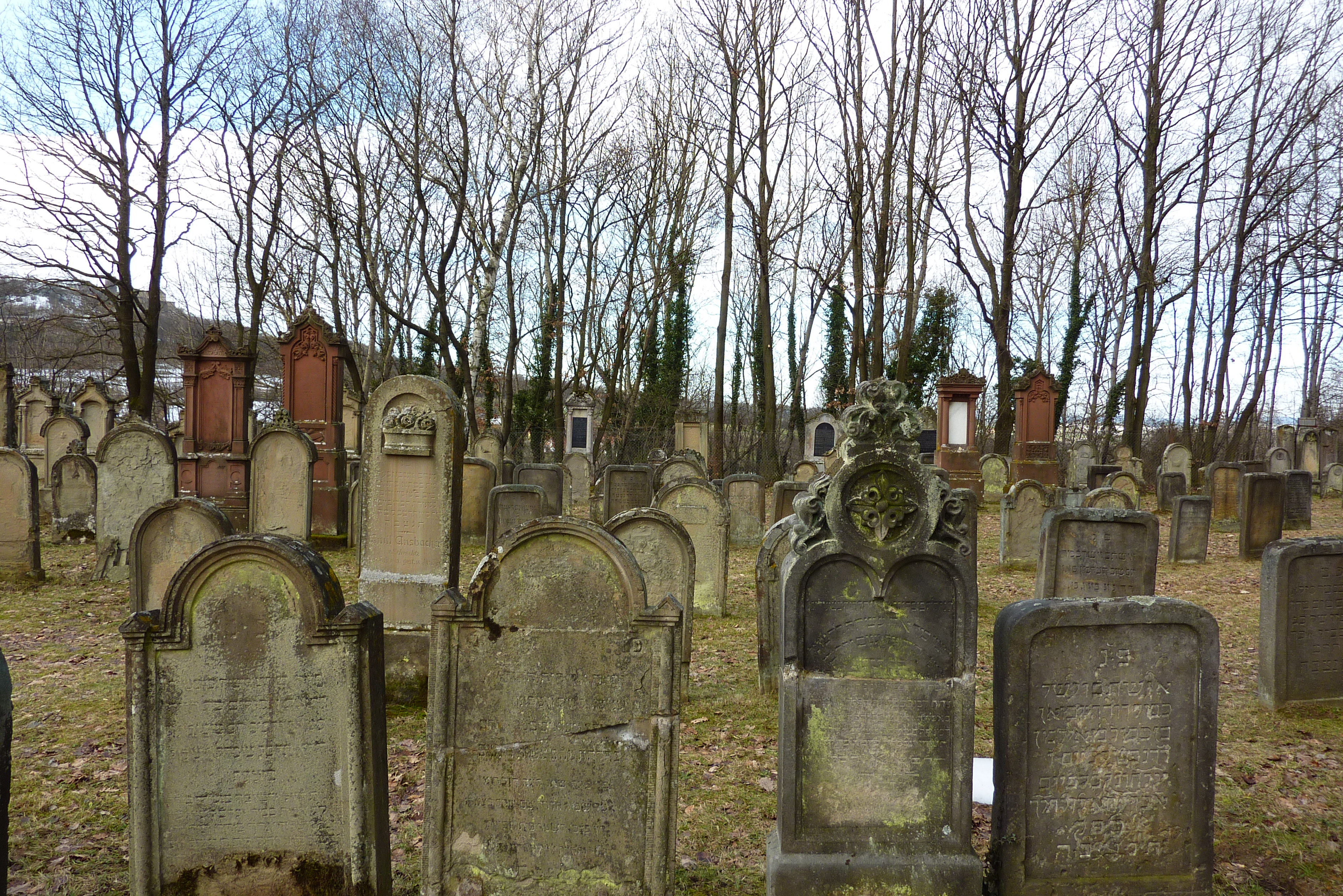
Ansicht des jüdischen Friedhofs in Zeckendorf

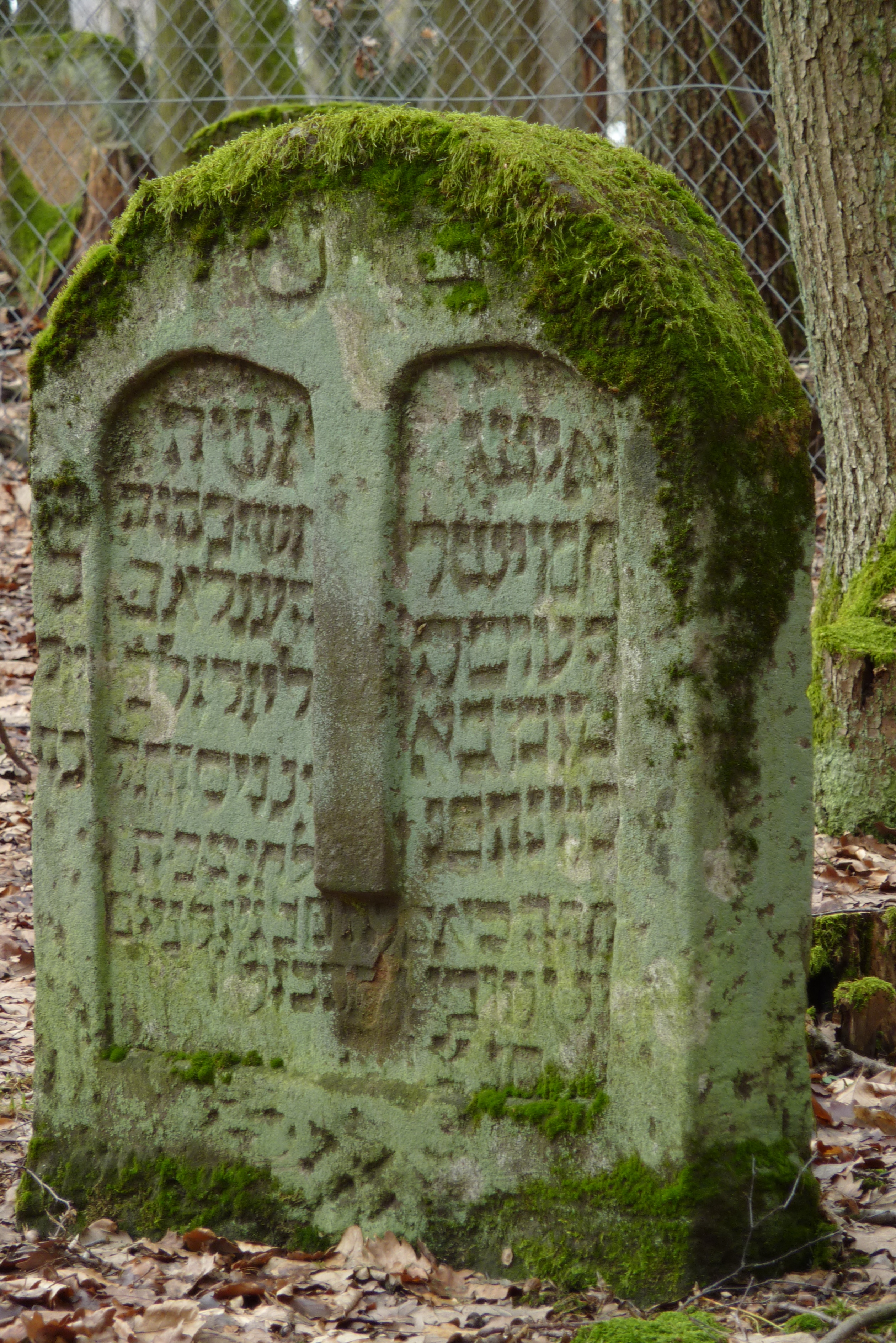
Alter Grabstein auf dem jüdischen Friedhof Zeckendorf

Der Jüdische Friedhof Zeckendorf in Zeckendorf, einem Stadtteil von Scheßlitz im oberfränkischen Landkreis Bamberg in Bayern, wurde um 1617 errichtet. Der Friedhof liegt in einem Waldgebiet auf einem Hügel zwischen Zeckendorf und Demmelsdorf. Er ist für Ortsfremde schwer zu finden, da keine Ausschilderung vorhanden ist.

## Geschichte
Im Jahr 1617 erlaubte Hans Mathes von Giech den Demmelsdorfer und Zeckendorfer Juden einen Friedhof anzulegen. Er wurde auch belegt von den folgenden umliegenden jüdischen Gemeinden: Burgellern, Burglesau, Scheßlitz und Stübig. Anfänglich wurde er auch von der jüdischen Gemeinde Bamberg genutzt, bis der jüdische Friedhof Walsdorf errichtet wurde.
Der heute 46,70 Ar große Friedhof wurde 1748 erweitert. Heute sind noch etwa 598 Grabsteine vorhanden, die 1991 bis 1993 dokumentiert wurden. Der älteste Grabstein ist von 1637.
Der Friedhof wurde mehrfach in der Zeit des Nationalsozialismus geschändet.